# Oxford Circus
Pour la station de métro, voir Oxford Circus (métro de Londres).
Oxford Circus est une place de la ville de Londres. C'est un important carrefour routier situé au croisement des rues Regent et Oxford Street.

## Histoire
Sa conception est due à l'architecte John Nash. Selon lui, la place a été aménagée pour accueillir des boutiques fines. À son inauguration, la place porte le nom de Regent Circus North.
De 1963 à 1968, la place est en fait, au niveau architectural, un parapluie de métal géant : Les travaux de rénovation de la station de métro Oxford Circus laisse cette dernière à ciel ouvert. Pour reconnecter les axes routiers qui convergent vers la place, une structure métallique géante temporaire a été déployée pour créer une "place-pont". Cette structure est démantelée après la fin des travaux de rénovation de la station de métro. En 1969, la reine Élisabeth II prend les commandes d'une trame de métro de Green Park jusqu'au métro de la place Oxford Cirus pour inaugurer l'ouverture de la Victoria line, ce qui en fait historiquement le seul monarque britannique ayant publiquement voyagé dans les trains souterrains de la ville.
En 2009, 45.000 personnes traversaient la place toutes les heures en moyenne.  Le carrefour, très fréquenté, a fait l'objet d'une modélisation numérique pour améliorer la fluidité du trafic. La principale innovation est d'avoir permis de traverser le carrefour en diagonale. Ce réaménagement coûte 5 millions de livres à la municipalité. Les autorités de la ville se sont inspirées du Shibuya Crossing au Japon.
En mai 2019, des plans de réaménagement de la zone approuvés par le conseil de Westminster prévoient de transformer Oxford street et la place Oxford Circus en zones piétonnes, ainsi que la construction d'une place centrale sur Oxford Circus.

## Description
Ce site est desservi par la station de métro Oxford Circus.

### Pages liées
- Oxford Circus (métro de Londres)